# A posteriori
För musikalbumet av gruppen Enigma med samma namn, se A Posteriori (musikalbum).
A posteriori är ett kunskapsteoretiskt uttryck för att beskriva kunskap som innehas efter någon given händelse eller en samling händelser. Ordet kommer från latin och betyder 'från den senare'. Motsatsen är a priori.

## Filosofi
Inom filosofin är a posteriori ett begrepp för kunskap som är beroende av erfarenheten och sinnesupplevelser.

## Matematik
Inom statistik syftar a posteriori-kunskaper på kunskaper om ett statistiskt förhållande efter en viss mätning eller liknande. Före ett tärningskast är a priori-fördelningen 1/6 mellan de olika utfallen. Efter tärningskastet är a posteriori-fördelningen 0 för alla utfall utom det som tärningen visade, vilken fick sannolikheten 1. Om en person inte får se tärningen, utan bara får veta att utfallet var större än 3, då kommer den personen att ha a posteriori-kunskapen att 1, 2 och 3 har sannolikheten 0 att förekomma, och 4, 5 och 6 har sannolikheten 1/3 var.

## Juridik
A posteriori förekommer även i juridik.